# Jorquera (Castille-La Manche)
Pour les articles homonymes, voir Jorquera.
Jorquera est une commune espagnole située dans la province d'Albacete dans la communauté autonome de Castille-La Manche.

## Administration
| Période                                  | Période  | Identité                    | Étiquette | Qualité |
| ---------------------------------------- | -------- | --------------------------- | --------- | ------- |
| Les données manquantes sont à compléter. |          |                             |           |         |
| 2023                                     | En cours | María Pilar Medina Martínez | PP        |         |